# Avaros-barlang
Az Avaros-barlang Pest megyében, Klastrompuszta községhez közelálló, Klastrom-szirteken található. Formakincsét tekintve jellemzőek a gömbfülkék, visszaoldott jellegű kristálykiválások. A járatok irányánál megfigyelhetőek a markáns repedések, tektonikus vonalak. Ez legdominánsabban az M5-nek nevezett, mintegy 37 méter hosszúságú, átlagosan 3-5 méter – helyenként 10 magasságú, és 2-3 méter szélességű folyosószakaszon figyelhető meg. Formakincsét, a járatok formáját tekintve a barlangot négy zónára oszthatjuk. A felső szintek tipikusan a keveredési korróziós barlangok formakincsének megfelelő képet mutat. Jellemző a hasadék irányultság, a gömbüstök, a lágy oldásformák, képződménygazdagság. Ezen a részen található egy jellegzetes zúzott zóna is. A középső szint jellegzetesen a hasadék mentén kialakult vertikális vízvezető járatok képét mutatja. Erodált, csipkézett falak, képződmények teljes hiánya. A harmadik, a legmélyebb szint tipikusan patakos barlang szifonszint képét mutatja. Agyag, homok, visszafolyási formák, illetve agyagos-homokos kitöltés. Képződmények nincsenek, viszont jellegzetes, „hideg vizes” formákat már megfigyelhetünk.